# Crave (vidéo sur demande)
Pour les articles homonymes, voir Crave.
Crave anciennement CraveTV est un service canadien de vidéo à la demande détenu par Bell Canada. Le service est vu comme étant un concurrent canadien de Netflix, disposant de 10 000 heures de programmes télévisés. Le contenu de Crave est accessible directement depuis un poste de télévision via un catalogue de programmes ou via le site web et l'application de Crave.
Le 14 janvier 2016, Bell a annoncé que son service est désormais accessible à tout Canadien disposant d'une connexion internet, ne limitant donc plus son accès aux abonnés de Bell, mais pour le double du prix.
Le 1er novembre 2018, CraveTV a raccourci son nom pour simplement Crave. La chaîne d'abonnement premium The Movie Network change également de nom le même jour, partageant ainsi le même nom et le même logo.
Depuis le 28 janvier 2020, la plateforme offre un contenu francophone, incluant notamment des séries originales inédites. De plus, des séries québécoises seront doublées en anglais afin d'augmenter la popularité du service et de rendre le contenu québécois plus public.
Le 14 janvier 2025 dernier, Crave, la plateforme de diffusion de Bell Média, a célébré son cinquième anniversaire en français en réaffirmant son engagement envers le contenu québécois. Depuis son lancement, plus de 60 productions en français ont vu le jour.

## Identité visuelle (logo)

Logo de CraveTV du 11 décembre 2014 au 1er novembre 2018.
Logo de Crave depuis le 1er novembre 2018.

## Modèle de distribution
Crave est un service de vidéo à la demande accessible via un catalogue de produits directement via un décodeur TV, son site internet, son application mobile, une console de jeux vidéo connectée à Internet et plusieurs autres appareils disposant d'une connexion à internet.
À l'origine, le service n'était disponible qu'aux abonnés de Bell Canada et quelques participants mais le service a été étendu à tous les internautes canadiens le 14 janvier 2016.
Le service est facturé 3,99 $ par mois pour les abonnés aux fournisseurs participants (Telus, Sasktel, Eastlink, etc.) ou 7,99 $ par mois pour les autres.

## Catalogue de produits
En janvier 2016, Crave propose 300 séries et environ 500 documentaires, concerts musicaux et événements spéciaux, triés en une vingtaine de catégories.
Des ententes exclusives leur permettent de fournir le catalogue de HBO et Showtime. Des séries proviennent aussi des studios Warner Bros., Disney-ABC, 20th Century Fox Television, Sony, CBS-Studios et NBCUniversal. On y retrouve aussi les émissions des chaînes appartenant à Bell telles que Discovery Channel et Animal Planet.

### Séries
- Le catalogue de HBO ;
- Le catalogue de Showtime ;
- Pour toujours, plus un jour ;
- Clash
- Sortez-moi de moi[5]
- Edgar
- Campus
- Mirage
- Le dernier vol de Raymond Boulanger[3]